# Камал, Галиасгар
Галиасга́р Кама́л (настоящее имя Галиасга́р Галиакба́рович Камалетди́нов, тат. Галиәсгар Камал (Галиәсгар Галиәкбәр улы Камалетдинов, Ğaliäsğär Ğaliäkbär ulı Qamaletdinov), 25 декабря 1878 (6 января 1879), Казань — 8 июня 1933 года, там же) — татарский советский писатель, классик татарской драматургии и общественный деятель.
В июне 1923 года одному из основоположников татарской драматургии и татарского театра Галиасгару Камалу (Камалетдинову) присвоено почетное звание «Герой труда», чуть позже его наградили званием народного драматурга ТАССР.

## Биография
Родился в семье кустаря в Казани. Детство провел в Нижней Масре — родной деревне матери (нынешний Арский район).
Учился в казанском медресе «Госмания», 1889—1897 годах в медресе «Мухаммадия».
В 1901 выпускал газету «Тәраккый» («Прогресс»), организовал издательство «Мәгариф» («Просвещение»). С 1906 года работал в газете «Азат» («Свобода»), затем — «Азат халык» («Свободный народ»), где печатались статьи, пропагандирующие идеи марксизма.
Был издателем и редактором сатирического журнала «Яшен» («Молния», 1908—09), работал в газете «Йолдыз» («Звезда», 1907—17).
Печатался с 1900 года. Важнейшие произведения: драма «Несчастный юноша» (1907, 2-й вариант), комедии «Из-за подарка» (1908), «Любовница» (1911), «Тайны нашего города» (1911), «Банкрот» (1912, рус. пер. 1944) — резко бичевали пороки буржуазного общества. После Октябрьской революции Камал писал сатирические стихи, сотрудничал с газетами «Эш» («Труд»), «Кызыл байрак» («Красное знамя»).
Перевёл на татарский язык «Ревизора» Н. В. Гоголя, «Грозу» А. Н. Островского и «На дне» М. Горького.
Похоронен на Братском кладбище.

## Память
- В 1978 году издан художественный маркированный конверт, посвященный писателю.
- Именем Г. Камала названы улицы в Казани[3], Елабуге[4] и Набережных Челнах[5].
- В Казани сохранился дом Галиасгара Камала, построенный в 1902 г., признанный памятником истории и отреставрированный в 2012 г.
- В Казани в его честь назван Татарский академический театр имени Галиасгара Камала